# 이치카와·후나바시 전쟁
이치카와·후나바시 전쟁(일본어: 市川・船橋戦争)은 게이오 4년 음력 4월 3일(메이지 원년, 1868년 5월 24일)에 일어난 보신 전쟁에 해당하는 전투 중 하나이다. 후나바시 전투라고도 불린다.
나리타가도(成田街道)를 따라서 시모사국 이치카와, 후나바시를 둘러싼, 신정부군과 에바라 주사부로가 이끄는 삿페이 대(撒兵隊)의 분대를 중심으로 한 구막부군사이에서 일어났다. 에도성 무혈 개성(開城)후 미나미칸토에서 최초로 치러진 본격적인 전투 (우에노 전쟁은 같은 해 5월 15일)이며, 이로 인해 구 막부군은 에도탈환을 좌절, 신정부는 관동 여러 번(藩)을 구 막부에서 신정부로 순응시켰다.

## 구 막부군의 에도 탈출
음력 4월 11일, (5월 3일), 에도 성이 신정부로 넘겨지기 전, 쇼군 도쿠가와 요시노부가 칩거생활에 들어감이 결정되자, 이에 불만을 품은 구막부의 장병들 중에는 에도를 탈출하는 자가 속출했다. 에노모토 다케아키는 해군을 이끌고 다테야마로, 오토리 게이스케는 육군을 이끌고 이치카와로, 후쿠다 미치나오는 신식 보병대인 삿페이대를 이끌고 기사라즈로 진입했다.
에도성 개성 다음날인 12일, 삿페이대 2,000명을 이끌고 기사라즈에 도착한 후쿠다는, 오토리가 이치가와의 고우노다이에 있다는 정보를 듣고 이치가와의 증원을 위해 먼저 에바라의 제 1대대에 병력 300을 주고 호케쿄 사에 파견, 계속해서 제 2, 3대대 병력 600을 후나바시 대신궁에 파견하여 이 곳을 삿페이대의 본진으로 삼았다. 그러나 현장에 도착해 보니 막부군은 전혀 남아있지 않았다. 이는 11일에 신센구미 부장이었던 히지카타 도시조가 오토리와 합류, 나가레야마에서 국장 곤도 이사미가 신정부군에게 붙잡힌 사실을 알게 된 오토리가 이치카와 체류를 두려워하여 닛코 산에서 아이즈번과 제휴하여 신정부군에 저항하는 작전으로 변경, 삿페이 대가 기사라즈에 도착한 12일에는 이미 전군 이치카와를 떠나 북쪽으로 향하고 있었기 때문이다.
오토리가 북으로 도망친 사실을 들은 신정부군에게 있어서도 삿페이 대의 출현은 예상 밖이었고 즉시 센주(千住)의 여관 거리를 수비하고 있던 오카야마번을 통해 삿페이 대의 무장 해제를 명령했다. 음력 4월 25일부터 야와타에서 무장해제에 대한 협상이 이뤄지고, 다음 날에는 3일 이내에 무장을 해제할 것을 삿페이대의 선봉인 에바라에게 명령했다. 에바라는 오토리 부대와의 연계 가능성이 없어진 이상 독단으로 에도를 탈환하는 것은 곤란하다고 생각하여 도쿠가와 가문의 명예를 다시 회복하기 위해 부득이하게 무장을 해제할 수 밖에 없다고 판단하고 이를 받아들였다. 그러나, 본진으로 돌아온 에바라가 이런 의향을 전하자 부대 내의 강경파의 압력을 받아 결국 무장 해제는 실패하고 만다.
이에 대해 신정부군은 이치카와・고우노다이에서 가까운 구호 사(弘法寺)에 본진을 두고, 교도쿠(行徳)에 후쿠오카번100, 야와타에 오카야마 번 외 100, 가마가야에 사도와라번200, 본진에 있는 이치카와에는 아노쓰 번400 (일부도쿠시마번의 지원군 포함)이 배치되었다. 네 번의 대장은 음력 4월 28일 군의를 열고, 윤 4월 1일까지 무장 해제에 응하지 않으면 공격을 개시하는 의향을 굳혔다. 윤 4월 2일, 네 번은 최후통고를 전했지만. 삿페이 대는 이를 거부한다. 에바라는 신정부군의 총공격이 가까워졌다고 생각하고 선진을 공격하기로 한다.

## 전투 경과
윤 4월 3일 오전 5시경, 삿페이대가 야와타의 오카야마 번 진지에 공격하였고 갑작스러운 공격에 오카야마 번 병사는 대혼란에 빠졌다. 아노쓰 번의 원군이 달려와 이치카와 방면에서 먼저 포격을 하였지만 오카야마, 아노쓰 번 군사는 완전히 무너져 이치카와에서 대포2문을 빼앗기고, 후방의 구호 사에서 공방전이 일어났다. 이 사이 이치카와의 여관 거리 쪽에서 불이 나 127채가 타버리고 말았다. 그러나, 낮에 변고를 듣고 마쓰도방면에서 오카야마 번의 증원이 니주쿠방면에서 아노쓰 번・사쓰마번의 원군이 와 주었고 전황은 단숨에 바뀌어, 삿페이대는 야와타・나카야마를 포기하고 후나바시로 철수하려 하였다.
한편 가마가야에 있던 사도와라 번군은, 야와타 방면에서 난 포성을 아군인 오카야마・아노쓰 번이 삿페이대에게 먼저 공격한 것으로 (실제와는 반대로) 착각하여 기노시타 가도(木下街道)에서 마고메자와를 경유하여 후나바시 방면으로 진군하도록 하였다. 도중, 사도와라 번군이 오기를 기다리던 삿페이대의 별동대가 대기하고 있어, 마고메자와와 나쓰미(夏見)에서 충돌, 일부 병사는 우회를 시도, 가까운 가나스기(金杉, 나쓰미의 동쪽)랑 교다(行田, 나쓰미의 서쪽)에서도 충돌하였다. 삿페이대를 만든 사도와라 번군은 오후, 후나바시에 돌입했다. 그러나, 이는 결과적으로는 아군에게 있어서는 예상 밖이었다. 사도와라 번군은 이미 아노쓰 번 군사 등이 후나바시에 들어와 있다고 생각한 것과는 달리 실제로는 아군의 병사가 후나바시에 있지 않고 역으로 후나바시 대 신궁의 본궁에는 에바라가 신정부군을 격파하고 있다는 정보를 받았기 때문에 적이 갑자기 후나바시에 나타난 점에 대해 동요를 일으킨 것이다.
부득이 사도와라 번군은 단독으로 공격을 결의, 후나바시 대 신궁 서쪽에 대포를 설치, 별동대를 대 신궁 남측과 북측에 배치하고 포격과 동시에 대 신궁으로 공격을 가했다. 사도와라 번군과 삿페이대는 대 신궁 북측에 있는 ‘미야사카(宮坂)’에서 충돌하여 격렬한 전투가 펼쳐진 가운데 후나바시 대 신궁이 포탄의 직격을 받아 화재가 났고, 결국 완전히 무너지고 말았다. 그 당시, 교도쿠에서 나온 후쿠야마 번 병사는 사쓰마 번 원군의 힘을 빌려 후타마타(二俣)를 경유해 후나바시의 입구에 해당하는 가이진으로 진출, 나카야마와 후나바시의 연락을 차단하였다. 이를 모른 채 이치카와・나카야마 방면에서의 삿페이대는 협공을 당해 패주, 부상을 입은 대장의 에바라 마저도 방치되었다. 더욱이 후나바시 거리에서 삿페이대의 잔당이 저항을 계속했기 때문에 사도와라 번 군은 후나바시의 여관 거리에 불을 질렀다. 이것이 전의 대 신궁의 화재와 당시 계절로 인한 강풍이 겹쳐져 예상 이상의 대화재가 되었고, 후나바시를 구성하는 3마을에서 814채가 소실되었다. 운이 좋게도 다음날 많이 내린 비의 영향으로 화재는 진화되었고, 신정부군은 후나바시의 완전한 제압에 성공했다. 공식 사료에 밝혀져 있는 사망자는 신정부군 20명, 구 막부군 13명이라고 전해지고 있다.

## 그 후
그 다음날에는 신정부의 특사로 야나기와라 사키미쓰가 이치카와에 도착해 피해상황 등을 확인한 뒤, 이치카와 측에는 금 500냥, 거리의 중심부가 모조리 소실된 후나바시 거리에는 3,000냥을 하사하고 양 지역의 주민이 신정부에 적의를 품지 않도록 배려하였다. 그 후, 신정부는 기사라즈에 있던 후쿠다와 삿페이 대의 주력을 패주시키고 조자이번을 제외한 아와, 가즈사, 시모우사 번은 신정부에게 순응하는 자세를 보였다.
또한 부상을 입어 현지에 남겨진 에바라 주사부로는, 그 후 비밀리에 에도로 도망쳐 신정부측에 투항, 새로 도쿠가와 가의 당주가 된 도쿠가와 이에사토를 섬기고 시즈오카 번으로 하향, 후에 ‘에바라 소로쿠’로 개명, 정치인・교육자로써 이름을 남기게 된다.
또한, 메이지 7년 (1874년)에는 지바 현 장관 시바하라 야와라가 정부의 양해를 얻어 지역 주민이(조적인) 구 막부군도 포함한 전부 전사자의 공양을 기리는 것이 허가되었다.